# 퀴놀린
퀴놀린(Quinoline) 또는 키놀린은 화학식 C9H7N을 갖는 헤테로고리 방향족성 유기 화합물이다. 강한 냄새를 내는 무색의 흡습성 액체이다. 오래된 샘플의 경우, 특히 빛에 노출되는 경우 노란색을 보이며 나중에 갈색이 된다. 퀴놀린은 차가운 물에만 살며시 용해되지만 뜨거운 물과 대부분의 유기용제에는 쉽게 용해된다. 퀴놀린은 그 자체로 여러 용도로 사용이 가능하지만 유도체들 다수가 다양한 부문에서 유용하다. 저명한 예로는 식물에서 볼 수 있는 알칼로이드인 퀴닌이다.

## 같이 보기
- 8-하이드록시퀴놀린
- 피롤로퀴놀린 퀴논
- 퀴닌